# Ofiarowanie Maryi w świątyni (fresk Giotta)
Ofiarowanie Maryi w świątyni – fresk autorstwa Giotto di Bondone namalowany ok. 1305 roku dla kaplicy Scrovegnich w Padwie.
Jeden z 40 fresków namalowanych przez Giotta w kaplicy Scrovegnich należący do cyklu scen przedstawiających życie Joachima i Anny, Marii oraz Chrystusa. Historia rodziców Marii i jej samej pochodziła głównie z trzynastowiecznej Złotej legendy autorstwa Jakuba de Voragine'a oraz z Protoewangelii Jakuba z II wieku.

Na wieść od anioła o przyszłym poczęciu dziecka, Anna ofiarowała je Bogu: 

Rzekła Anna: "Na Boga żywego, czy zrodzę chłopca, czy dziewczynkę, zawiodę ją w darze Panu, Bogu mojemu, i będzie Mu służyło po wszystkie dni swego żywota (ProtEwJk 4 40-41)

 Według legendy, gdy Maria miała trzy lata została przedstawiona w Świątyni jerozolimskiej i przy niej się wychowała jako dziewica aż do osiągnięcia wieku zamążpójścia. Giotto przedstawił wątek w podobnej scenerii co pierwszy fresk z kaplicy Wypędzenie Joachima z świątyni, choć pod innym kątem. Maria stoi przed arcykapłanem a za nią stoi Anna i Joachim. Ojciec częściowo zasłonięty jest przez sługę niosącego na barku kosz z rzeczami Marii. Obok Joachima stoi Starzec Symeon. Równowaga kompozycji jest zachowane dzięki odpowiedniemu zestawieniu pustych i zapełnionych przestrzeni. Umiejętne rozmieszczenie postaci podkreśla tę równowagę. 